# Vibrante múltiple fricativa alveolar sonora
En checo, hay dos vibrantes múltiples alveolares contrastantes. Además de la típica vibrante múltiple apical, escrita r, hay otra vibrante múltiple laminal, representada con ř, en palabras como rybá ř i [ˈrɪbaːr̝ɪ] 'pescadores' y el apellido común Dvo ř ák. Su forma de articulación es similar a la [r] pero es laminal y el cuerpo de la lengua está elevado. Por tanto, es parcialmente fricativa, y la fricación suena más bien como [ʒ] pero menos retraída. Suena como una [r] y una [ʒ] simultáneas., y algunos hablantes tienden a pronunciarlo como [rʐ] , [ɾʒ] o [ɹʒ] . En el AFI, normalmente se escribe como ⟨r⟩ más el signo diacrítico ascendente, ⟨ r̝ ⟩ , pero también se ha escrito como laminal ⟨r̻⟩ . [42] (Antes de la Convención IPA de Kiel de 1989, tenía un símbolo dedicado ⟨ɼ⟩ .) La lengua kobon de Papúa Nueva Guinea también tiene una vibrante fricativa, pero el grado de fricación es variable.

## Características
- Su modo de articulación es vibrante múltiple fricativa, lo que significa que es una fricativa no sibilante y una vibrante múltiple pronunciadas simultáneamente.
- Su punto de articulación es laminar alveolar, lo que significa que se articula con la lámina de la lengua en la cresta alveolar.
- Su fonación es sonora, lo que significa que las cuerdas vocales vibran durante la articulación.
- Es una consonante oral, lo que significa que el aire puede escapar únicamente por la boca.
- Es una consonante central, lo que significa que se produce dirigiendo la corriente de aire a lo largo del centro de la lengua, en lugar de hacia los lados.
- El mecanismo de la corriente de aire es pulmonar, lo que significa que se articula empujando el aire únicamente con los músculos intercostales y el diafragma, como en la mayoría de los sonidos.

## Ocurre en
| Idioma    | Idioma               | Palabra               | AFI         | Significado   | Notas |
| --------- | -------------------- | --------------------- | ----------- | ------------- | --- |
| Checo     | Checo                | čtyři                 | [ˈt͡ʃtɪr̝ɪ]ⓘ  | 'cuatro'      | Puede ser una Fricativa alveolar sonora. Contrasta con /r/ y /ʒ/. |
| Dzongkha  | Dzongkha             | རུ་ཏོག་/ru-tog          | [r̝uto]      | 'hueso'       | Generalmente se publica como una vibrante normal [r], a veces tiene un carácter ligeramente fricativo que recuerda vagamente a la ř checa. A Dzongkha r le sigue el tono de registro bajo. |
| Casubio   | Casubio              | rzéka                 | [r̝eka]      | 'rio'         | Sólo algunos hablantes del norte y del noroeste. Anteriormente común en toda el área de habla.                                                                                             |
| Kobon     | Kobon                | [ ejemplo requerido ] |             |               | Cantidad de fricación variable. También puede ser una vibrante simple alveolar[cita requerida]                                                                                             |
| Eslovaco  | dialectos del norte  | řyka                  | [ˈr̝ɪkä]     | 'rio'         | Sólo en unos pocos dialectos cerca de la frontera polaca. |
| Español   | Español              | rana                  | [ˈr̝änä]     | 'rana'        | Posible realización de /r/ en algunos dialectos, también puede realizarse como una fricativa alveolar no sibilante [ɹ̝-].                                                                   |
| Tsakonio  | Tsakonio             | ρζινοδίτζη            | [r̝inoðitɕi] | 'juez de paz' | /ʒ/ parece haber sido un trino fricativo en el siglo XIX, y [ʒ] sobrevivió últimamente sólo en el uso de las mujeres en el sur de Tsakonian.                                               |
| Portugués | Europeo              | os rins               | [u ˈr̝ĩʃ]    | 'los riñones' | Posible realización de la secuencia /sr/ para hablantes que realicen /r/ como [r]. |
| Ormuri    | Estándar (Kaniguram) | تڒګب‎/tařgab           | [tɑr̝geb]    | 'verano'      | Corresponde a /ʃ/ en el dialecto logar. |
| Silesiano | Gmina Istebna        | umrził                | [ˈumr̝iw]    | '(él) murió'  | Contrasta con /r/ y /ʒ/. Se fusiona con /ʐ/ en la mayoría de los dialectos polacos. |
| Silesiano | Jablunkov            | [ ejemplo requerido ] |             |               | Contrasta con /r/ y /ʒ/. Se fusiona con /ʐ/ en la mayoría de los dialectos polacos. |

También aparece en polaco